# Celestina Marrón
Celestina Marrón Llaneza (Lada, 29 de junio de 1926 - Gijón, 9 de agosto de 2016) fue una militante comunista española. Junto a compañeras como Tina Pérez y Anita Sirgo tuvo una labor decisiva en la Huelgona de 1962.

## Biografía
Celestina Marrón nació el 29 de junio de 1926 en Lada (Langreo). Su familia sufrió los efectos de la represión franquista y tuvo que comenzar a trabajar ya desde niña. Su padre y su hermano fueron fusilados tras la guerra civil española en Pando, y los falangistas también quemaron su casa cuando Marrón contaba con 10 años de edad.
Se casó en 1946 y fruto de ese matrimonio tuvo dos hijos, de los que quedó a cargo tras su divorcio siete años después. Se ocupó entonces de todo tipo de trabajos para poder salir adelante. Además, tuvo un papel destacado en los inicios en la clandestinidad de Comisiones Obreras, donde a lo largo de su vida ocuparía diversos cargos. Su casa sirvió de refugio a dirigentes históricos del Partido Comunista como Horacio Fernández Inguanzo o Ángel León Camblor.
En 1962, durante la Huelga minera de Asturias, llevó a cabo labores fundamentales para el éxito de la huelga junto a compañeras como Anita Sirgo, Tina Pérez o el resto de mujeres de las Cuencas Mineras, desde lanzar maíz a los esquiroles hasta organizar a las mujeres y difundir propaganda clandestina del Partido Comunista. Por otra parte, también ejerció su labor política como corresponsal para Radio España Independiente bajo el pseudónimo de Amapola asturiana de pura cepa.
En 1966 comenzó a trabajar en los comedores del pozo Candín, donde continuó hasta su jubilación en 1991. Después de jubilada, Marrón continuó con su militancia en Comisiones Obreras.
Falleció en Gijón el 9 de agosto de 2016, a los 90 años de edad. Sus restos mortales fueron incinerados.

## Homenajes
- En marzo de 2016, el PCE de Langreo homenajeó a Celestina Marrón por su «vida de lucha», tanto en la clandestinidad como en los cargos que luego ocupó.[1]
- En 2009 le fue concedida, junto a Rosa María Fernández García, la Medalla al Mérito en el Trabajo en la categoría de Plata por su lucha por la clase obrera.[3][6] En el acto, Marrón recordó «a quienes lucharon contra el franquismo y a favor de la democracia, a las mujeres explotadas, a los trabajadores y trabajadoras que sufren la crisis, y "a los sindicalistas que en cualquier lugar del mundo arriesgan sus vidas por la libertad"».[2]